# Деваре Судхір Тукарам
Судхір Тукарам Деваре (англ. Sudhir Tukaram Devare; 5 червня 1941) — індійський дипломат. Надзвичайний і Повноважний Посол Індії в Україні (1992—1995).

## Життєпис
Народився 5 червня 1941 року. З 1964 по 1982 — працював у посольствах Індії в СРСР, США, М'янмі; працював радником, начальником відділу постійного представництва Індії при ООН у Женеві. З 1982 по 1985 — начальник відділу з питань сусідніх країн МЗС Індії. З 1985 по 1989 — Надзвичайний і Повноважний Посол Індії в Республіці Корея. З 1989 по 1992 — генеральний консул Індії у Франкфурт-на-Майні. З 1992 по 1995 — Надзвичайний і Повноважний Посол Індії в Києві (Україна). З 1995 по 1998 — Надзвичайний і Повноважний Посол Індії в Індонезії.
З 1998 року до свого виходу на пенсію з I.F.S у червні 2001 року він був секретарем у Міністерстві закордонних справ у Нью-Делі. Як секретар, він займався двосторонніми та багатосторонніми економічними відносинами Індії та був тісно пов'язаний з політикою «Погляд на Схід» і розвитком відносин з Азіатсько-Тихоокеанським регіоном. Він був керівником індійської делегації на зустрічах високопоставлених осіб Партнерства діалогу між Індією та АСЕАН, Регіонального форуму АСЕАН, BIMST-EC, Асоціації регіонального співробітництва Індійського океану та інших. У 2002-03 роках він був членом Консультативної ради з національної безпеки Індії. Він був запрошеним професором в Університеті Джавахарлала Неру в 2002 році та був заступником голови Дослідницької та інформаційної системи країн, що розвиваються (RIS), Нью-Делі. Він є автором книг «Індія та Південно-Східна Азія: на шляху до конвергенції безпеки» (2006) Інституту досліджень Південно-Східної Азії (ISEAS) Сінгапуру та Capital Publishing Co. Delhi та «Новий енергетичний рубіж: регіон Бенгальської затоки», опублікованої ISEAS, Сінгапур (2008).). Зараз він є генеральним директором Індійської ради світових справ (ICWA) Нью-Делі.